# Jason-1
Jason-1 eller Joint Altimetry Satellite Oceanography Network 1 var en satellit som studerade jordens hav. Den var ett samarbete mellan den franska rymdmyndigheten, Centre national d'études spatiales (CNES) och USA:s motsvarighet NASA. Den sköts upp med en Delta II-raket från Vandenberg Air Force Base i Kalifornien den 7 december 2001.
De första månaderna hade satelliten nästan samma omloppsbana som satelliten TOPEX/Poseidon, vilket gjorde att de båda satelliternas instrument kunde kalibreras mot varandra.
Under 2009 modifierades satellitens omloppsbana så att den hela tiden hade jorden mellan sig och sin systersatellit Jason-2. Detta gjorde att den passerade samma punkt på jorden som Jason-2 hade passerat fem dagar tidigare.
Man förlorade kontakten med Jason-1 den 21 juni 2013.